# Cathédrale Saint-Joseph de Zanzibar
Pour les articles homonymes, voir Cathédrale Saint-Joseph.
Saint-Joseph de Zanzibar est une cathédrale située en Tanzanie dans le quartier de Stone Town de la ville de Zanzibar. Elle est le siège du diocèse de Zanzibar. Elle a été construite entre 1893 et 1898 selon les plans de l'architecte français Béranger, à l'initiative des missionnaires spiritains français, dans le style néo-roman. Elle s'inspire lointainement de la cathédrale de Marseille avec des tours jumelles en façade. L'intérieur est peint de fresques représentant des scènes de l'Ancien Testament. Les vitraux ont été importés de France. 